# فرودگاه بین‌المللی لوئیز آرمسترانگ نیو اورلنان
فرودگاه بین‌المللی لوئیز آرمسترانگ نیو اورلنان (به انگلیسی: Louis Armstrong New Orleans International Airport) یک فرودگاه همگانی بهره‌برداری هوایی با کد یاتا MSY است که یک باند فرود آسفالت و بتن دارد و طول باند آن ۳۰۸۰ متر است. این فرودگاه در شهر نیواورلئان کشور ایالات متحده آمریکا قرار دارد و در ارتفاع ۱ متری از سطح دریا واقع شده‌است.

## شرکت‌های هواپیمایی و مقصدهای پروازی

### مسافری
| شرکت‌های هواپیمایی                                                                         | مقصدهای پروازی | Refs   |
| ----------------------------------------------------------------------------------------- | --- | ------ |
| Air Canada Express                                                                        | پیرسون تورنتو | [ ۱ ]  |
| آلاسکا ایرلاینز                                                                           | سیاتل-تاکوما | [ ۲ ]  |
| الیجنت ایر                                                                                | سینسیناتی/کنتاکی شمالی، ریکن‌بیکر، منطقه‌ای کانکرد، اورلندو سنفورد، پیتسبورگ، رالی-دورهام، سن پترزبورگ-کلیرواتر فصلی: ایندیاناپلیس | [ ۳ ]  |
| امریکن ایرلاینز                                                                           | شارلوت داگلاس، اوهر شیکاگو، دالاس-فورت ورث، لس‌آنجلس، میامی، فیلادلفیا، ملی رونالد ریگان واشینگتن | [ ۴ ]  |
| امریکن ایگل                                                                               | شارلوت داگلاس، اوهر شیکاگو، دالاس-فورت ورث، میامی، فیلادلفیا، ملی رونالد ریگان واشینگتن | [ ۴ ]  |
| بریتیش ایرویز                                                                             | هیترو لندن | [ ۵ ]  |
| کوپا ایرلاینز                                                                             | توکومن | [ ۶ ]  |
| کوندور فلوگدینست                                                                          | فصلی: فرانکفورت | [ ۷ ]  |
| دلتا ایرلاینز                                                                             | هارتسفیلد-جکسون آتلانتا، متروپولیتن شهرستان وین دیترویت، لس‌آنجلس، مینیاپولیس−سنت پل، جان اف کندی، لاگواردیا فصلی: کانکون، کینتانا رو، سالت‌لیک‌سیتی، سیاتل-تاکوما (آغاز از ۱۰ فوریه ۲۰۱۸) | [ ۹ ]  |
| دلتا کانکشن                                                                               | متروپولیتن شهرستان وین دیترویت، مینیاپولیس−سنت پل، جان اف کندی، لاگواردیا، فصلی: لوگان (آغاز از ۱۰ فوریه ۲۰۱۸), سالت‌لیک‌سیتی | [ ۹ ]  |
| فرانتیر ایرلاینز                                                                          | آستین (آغاز از ۵ اکتبر ۲۰۱۷)، دنور، لانگ آیلند مک‌آرتور (آغاز از ۵ اکتبر ۲۰۱۷)، اورلاندو، فیلادلفیا، تی.اف. گرین (آغاز از ۵ اکتبر ۲۰۱۷)، سن آنتونیو (آغاز از ۵ اکتبر ۲۰۱۷) | [ ۱۲ ] |
| GLO Airlines اجرا توسط کورپوریت فلایت منیچمنت (service suspended effective ۱۵ ژوئیه ۲۰۱۷) | هانتسویل، صخره کوچک ملی، ممفیس، منطقه‌ای شروپورت (all service suspended effective July 2017) فصلی: منطقه‌ای نورث‌وست | [ ۱۲ ] |
| جت‌بلو                                                                                     | لوگان، فورت لادردیل–هالیوود، جان اف کندی | [ ۱۴ ] |
| ساوت‌وست ایرلاینز                                                                          | هارتسفیلد-جکسون آتلانتا، آستین، ثرگود مارشال بالتیمور واشینگتن، میدوی شیکاگو، پورت کلمبوس، دالاس لاو، دنور، فورت لادردیل–هالیوود، ویلیام پی. هابی، کانزاس‌سیتی، مک‌کاران، لس‌آنجلس، نشویل، اوکلند، اورلاندو، فینکس اسکای هاربر، رالی-دورهام، سن آنتونیو، سن دیه‌گو، لامبرت-ست لوی، تمپا، ملی رونالد ریگان واشینگتن فصلی: ایندیاناپلیس، لاگواردیا (آغاز از ۱۸ نوامبر ۲۰۱۷), پیتسبورگ | [ ۱۵ ] |
| Spirit Airlines                                                                           | هارتسفیلد-جکسون آتلانتا، ثرگود مارشال بالتیمور واشینگتن، اوهر شیکاگو، کلیولند هاپکینز، دالاس-فورت ورث، متروپولیتن شهرستان وین دیترویت، فورت لادردیل–هالیوود، جرج بوش، مک‌کاران، لس‌آنجلس، اورلاندو | [ ۱۶ ] |
| یونایتد ایرلاینز                                                                          | اوهر شیکاگو، دنور، جرج بوش، لیبرتی نیوآرک، سانفرانسیسکو، دالس واشینگتن فصلی: کانکون، کینتانا رو | [ ۱۷ ] |
| یونایتد اکسپرس                                                                            | اوهر شیکاگو، دنور، جرج بوش، لیبرتی نیوآرک، دالس واشینگتن | [ ۱۷ ] |
| Vacation Express                                                                          | فصلی: کانکون، کینتانا رو، پونتا کانا | [ ۱۸ ] |
| ویرجین آمریکا                                                                             | سانفرانسیسکو (آغاز از ۲۱ سپتامبر ۲۰۱۷) | [ ۱۹ ] |

### باری
| شرکت‌های هواپیمایی                               | مقصدهای پروازی                    |
| ----------------------------------------------- | --------------------------------- |
| دی‌اچ‌ال اوییشن اجرا توسط ایر ترنسپورت اینترنشنال | سینسیناتی/کنتاکی شمالی، ممفیس     |
| دی‌اچ‌ال اجرا توسط Ameriflight                    | جرج بوش                           |
| فدکس اکسپرس                                     | فورت لادردیل–هالیوود، ممفیس، تمپا |
| یوپی‌اس ایرلاینز                                 | محلی ساوثوست جورجیا، لوئیویل      |